# WinPatrol
WinPatrol — бесплатная утилита с закрытым исходным кодом, предназначенная для мониторинга на предмет несанкционированных изменений в 32-битных и 64-разрядных операционных систем Microsoft Windows.
Программа сканирует систему и делает снимок самых важных системных ресурсов операционной системы пользователя (реестр Windows, файлы загрузки, системный каталог), от которых зависит работоспособность и быстродействие системы, а затем осуществляет полный контроль и мониторинг.
С помощью утилиты можно отслеживать вредоносные программы, spyware, adware и сетевые черви, которые могут устанавливаться без предварительного согласия и серьёзно нарушить работу приложений, а также и целой операционной системы. В случае обнаружения опасного модуля, уведомляет пользователя об этом, а также позволяет быстро остановить процесс.
Программа не конфликтует с установленными антивирусами в системе и может служить хорошим дополнением к ним.